# Sphaerophysa
Sphaerophysa é um género botânico pertencente à família Fabaceae.